# Helictopleurus clouei
Helictopleurus clouei là một loài bọ cánh cứng trong họ Bọ hung (Scarabaeidae).